# Francisco Charmiello
 Francisco Charmiello  (Buenos Aires, 9 de febrero de 1901 - ibídem, 10 de noviembre de 1958) fue un actor de cine, teatro, radio y televisión argentino de una extensa carrera profesional.

## Carrera profesional
Iniciado en las tablas cuando a penas contaba con 12 años haciendo giras por provincias y barrios, ya en 1922 hizo su debut profesional en la compañía de zarzuelas de Silvestre Camaño, realizando giras por salas de barrio y del interior del país. En 1929 llega al centro en el Nacional convirtiéndose en un actor cómico de gran éxito. En 1934 encabeza su propio elenco compartiendo el rubro con Segundo Pomar y Gregorio Cicarelli. Actuó junto a las figuras más populares de su época: con Leonor Rinaldi, compartiendo el rubro durante 8 años en el Teatro Variedades, con Conchita Piquer, Florencio Parravicini, Olinda Bozán, Benita Puértolas y Pierina Dealessi. Interpretó mayoritariamente papeles en piezas humorísticas pero mereció elogios su labor en la obra dramática Nacida ayer. En cine debutó en 1946 con Adiós pampa mía y Mosquita muerta y actuó esporádicamente hasta 1956 en que participó en Luces de candilejas, su último filme.
También incursionó en varios radioteatros emitidos por Radio Belgrano como el popular El Raviol Honrado en 1954. En 1938 actúa en Radio Sténtor, en el programa Platea Club junto a Elsa O'Connor, Pedro Tocci y Alejandro Berruti.
En teatro trabajó en El Nacional, el Maipo, el Mayo, el Marconi y el Teatro Variedades, entre muchos otros con obras que iban de lo cómico a lo satírico.
En la pantalla chica llegó a transmitir su comicidad a la través de su programa Ciclo con Francisco Charmiello en 1956.
Fue un actor de fácil y espontánea inspiración, de avezado dominio del perímetro escénico, que jamás derivó esa facilidad y esa naturalidad a la grosería, prefiriendo extraer su material de sonoras carcajadas de la observación cotidiana. Falleció sorpresivamente el 10 de noviembre de 1958 a los 57 años de edad.

## Premios
En 1948 recibió el premio impuesto por la Intendencia Municipal a los mejores intérpretes del año  como mejor actor cómico de 1947 por su actuación en Nacida Ayer.

## Filmografía
Actor
- Luces de candilejas (1956)
- Tren internacional (1954)
- Por cuatro días locos  (1953)
- ¡Qué noche de casamiento!  (1953)
- La vendedora de fantasías (1950)
- Otra cosa es con guitarra (1949)
- Una mujer sin cabeza (1947)
- Adiós pampa mía (1946) .... Palmeri

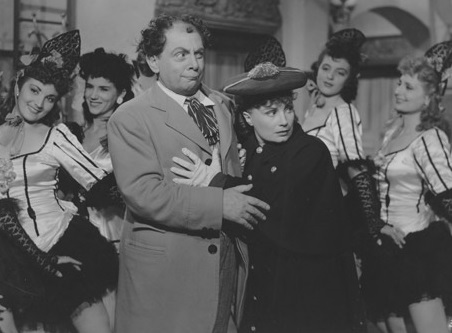
Francisco Charmiello y Niní Marshall (1903-1993) en Mosquita muerta (1946).

- Mosquita muerta (1946)

## Algunas de las obras en que participó
- La estatua maldita, como partiquino.
- ¡Qué noche de casamiento! , de Ivo Pelay
- Nacida ayer
- Las de enfrente
- Ko Ko Ro Ko (1931)
- Express Revista (1933)
- Cuando lloran los payaso (1935)
- Ese es mi papá (1935)
- Mi hermano el ingeniero (1935), de Eduardo Pappo.
- Ahora mandan las mujeres (1935), Florencio Chiarello.
- Tres muchachos de prestancia en un cabaret de Francia (1935),  pieza cómica de Germán Ziclis.
- Tres caballeros de Frac (1936)
- Adiós que me voy llorando (1936)
- 40.000 locos sueltos (1936)
- Criolla vieja (1936)
- No hay suegra como la mía (1936), de Marcos Bronenberg
- Los maridos engañan de 7 a 9 (1944)
- La ninfa eterna (1944)
- Empieza a saltar la bola... Pronto tendremos corridas! (1950)
- Llegó Don Jesús Mondiño (Airiños da miña terra)  (1953)
- Te quiero escopeta (1953)
- Las cosas que hay que aguantar para poderse casar (1954)
- En un burro tres baturros (1956) de Alberto Novión.
- !Qué lindo es estar casado, y tener la suegra al lado! (1958)